# Enrique Meza

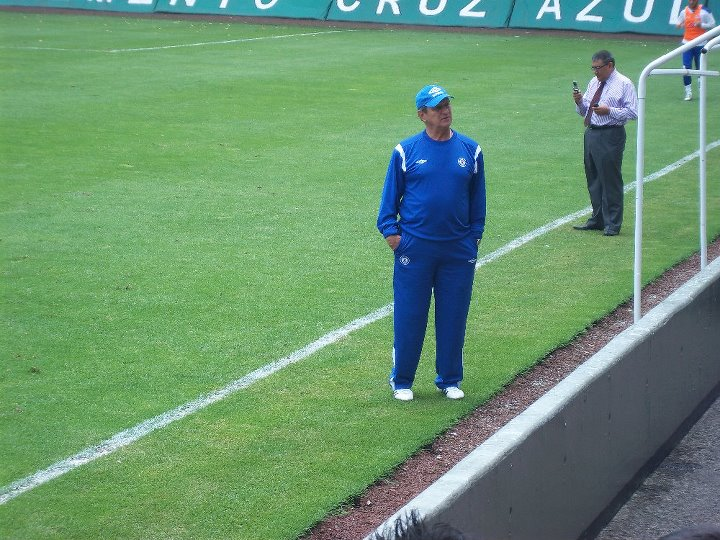
Enrique Meza en la Noria, 2011.

Enrique Everardo Meza Enríquez (Ciudad de México, 3 de marzo de 1948) es un exfutbolista y director técnico mexicano. Ha sido entrenador de varios equipos de la Primera División de México, consiguiendo varios campeonatos de Liga. Gracias a estos logros, lo llevaron a ser seleccionador de su país por una corta etapa. Sus campeonatos nacionales e internacionales lo hacen uno de los directores técnicos mexicanos más triunfadores.

## Biografía

### Como jugador
Enrique Meza comenzó su carrera como futbolista profesional en el Deportivo Cruz Azul, club donde jugaría la mayor parte de su carrera, y viviría la época dorada del cuadro cementero. No obstante, siempre sería el eterno suplente de Miguel Marín, la gran figura en el marco albiceleste y por tanto, sus participaciones como jugador en activo fueron escasas.
Sin embargo, el estar tanto tiempo en la banca le ayudó a prepararse fuera de la cancha, y sin duda esto fue determinante para su carrera como entrenador. Finalizaría su carrera profesional con los Tigres de la UANL.

### Como entrenador
Curiosamente, iniciaría su carrera como entrenador sustituyendo en el cargo a Miguel Marín en la temporada 1982/83. Cuando el Superman fue inhabilitado por un año para dirigir al Cruz Azul por una agresión , Meza -quien se desempeñaba como auxiliar- entró al relevo y finalizó la temporada con medianos resultados. Debutó el domingo 9 de enero de 83 en el partido Neza 0-0 Cruz Azul.
Posteriormente se integraría al seno de la institución cementera encargándose de aspectos de formación de jugadores.
Diez años después -en 1992- Meza tendría una nueva oportunidad de dirigir, nuevamente con Cruz Azul; teniendo temporadas aceptables pero sin llegar al ansiado título de Liga. Sería relevado en la temporada 1994/95 por Luis Fernando Tena.
El torneo siguiente entraría como relevo para salvar del descenso al Morelia, objetivo que consiguió. Pero no fue sino hasta 1996 cuando comenzó a mostrar todo su potencial como director técnico. Su nuevo equipo, Toros Neza se distinguió por ser un equipo espectacular y ofensivo y teniendo bajo su mando a grandes jugadores como Antonio Mohamed, Rodrigo Ruiz, Federico Lussenhoff, Germán Arangio, entre otros. El equipo llegó a la final del Verano 1997, pero la perdió ante las Chivas Rayadas del Guadalajara por marcador de 6 a 1 en la vuelta, después de haber empatado a uno en la ida.
Después de haber perdido esta final, deja el cargo y pone un anuncio en un periódico solicitando trabajo como entrenador. El Toluca se interesa por sus servicios y lo contrata con excelentes resultados y un fútbol devastador. Meza condujo al club rojo a tres títulos de Liga: Verano 1998, Verano 1999 y Verano 2000, en apenas un lapso de tres años. Con el Deportivo Toluca tendría a su cargo grandes figuras como José Saturnino Cardozo, Hernán Cristante, Salvador Carmona, Víctor Ruiz y José Manuel Abundis.
Este gran paso con el Toluca lo catapultó a la Selección de México, la cual tomaría en el año 2000. Sin embargo, su rendimiento dejó mucho que desear y tan fue así que puso en entredicho el pase al Mundial del 2002, teniendo que ser sustituido por Javier Aguirre poco después del aztecazo.
Después de muy malas campañas con el Atlas en el Apertura 2002, Cruz Azul 2003/04 y el Toluca en el torneo Clausura 2005, sería contratado por el Pachuca en agosto de 2006, donde tuvo un pésimo arranque al hilar cinco derrotas consecutivas. Pero la directiva de los Tuzos lo sostuvo en el cargo, el equipo se recuperó y al final terminó ganando la Copa Sudamericana 2006 al Colo-Colo el miércoles 13 de diciembre del año 2006 y llegó a semifinales en el torneo local.
El sábado 3 de febrero de 2007 fue un gran año para el Ojitos, ya que ganó el Torneo de Liga Clausura 2007 de manera categórica, En abril de 2007 obtuvo el bicampeonato en la Copa de Campeones de la CONCACAF al vencer respectivamente a las Chivas Rayadas del Guadalajara en serie de penales (2007) y al Saprissa (2008). Con ello, calificó a los Tuzos a la Copa Mundial de Clubes, ocupando el sexto (2007) y cuarto sitio (2008).
En el Torneo Clausura 2009 consigue el subcampeonato cuando el Pachuca fue derrotado por el Club Universidad Nacional (Pumas), pero renuncia al final de la temporada para enrolarse de nueva cuenta con el equipo de sus amores: Cruz Azul, a quien dirige hasta el término del Torneo de Clausura 2012. En su cuarta etapa con el cuadro cementero obtuvo dos subcampeonatos: el del Torneo Apertura 2009 y el de la Liga de Campeones de la Concacaf 2009/10.
El lunes 26 de julio de 2010 en una junta de dueños de clubes de la Primera División de México se llegó a un acuerdo que Meza dirigiera un juego ante la selección española (campeón del mundo vigente). Posteriormente, se llegó al acuerdo que Efraín Flores dirigiera los tres juegos restantes en el 2010, mientras se anunciaba al nuevo entrenador azteca, que a la postre resultó ser José Manuel de la Torre.
Tras no renovar con Cruz Azul, en el Apertura 2012 inicia otra temporada con el Deportivo Toluca, con el cual logra el superliderato y llega hasta la final, aunque pierde contra el Club Tijuana. Tras finalizar el Clausura 2013 y quedar eliminado en la fase de grupos de la Copa Libertadores 2013, deja el cargo de Director Técnico de los diablos rojos.
En el verano de 2013 es presentado como nuevo entrenador de Club de Fútbol Pachuca. El 30 de noviembre de 2014, el equipo hidalguense anuncia que deja de ser técnico del club.
Posteriormente, tras un año de inactividad, en 2015 Monarcas Morelia lo anuncia como su entrenador. A su llegada al club, encuentra la situación delicada debido a que este tenía serios problemas de descenso y el objetivo, además de salvarlo, era poder situarlo en puestos de Liguilla, en su segundo torneo el Morelia clasificó a cuartos de final siendo eliminado por el club León. Debido a los malos resultados y dejar al club en una escena algo más complicada de cuando llegó, la directiva de Morelia anuncia su destitución en 2016, quedando Pablo Marini al cargo del equipo.
Tras la renuncia de José Saturnino Cardozo como entrenador del Club Puebla, en 2017 la directiva de La Franja anuncia su contratación para cumplir los objetivos trazados de poder salvar el descenso y tener a un equipo competitivo, algo que a su llegada fue bien visto por los aficionados y directivos del equipo gracias a la amplia experiencia del entrenador. Lamentablemente, al no poder conseguir los resultados deseados durante su estancia en el equipo, tener un mal inicio de torneo Clausura 2019 con solo una victoria ante Veracruz y sufrir la goleada de Necaxa por 4 goles a 1 en la Jornada 5, el 1 de febrero de 2019 la directiva de Puebla le pierde la paciencia y anuncia su destitución como técnico. Días más tarde José Luis Sánchez Solá tomaría su lugar.
El 4 de junio de 2019 fue designado en el puesto de director técnico de los Tiburones Rojos de Veracruz de la Liga MX. No duraría mucho con el equipo jarocho y renunció a las siete jornadas por problemas deportivos y administrativos. Ya sin Meza, el club fue desafiliado al término de la fase regular del torneo apertura 2019; esto por adeudos de sueldo a jugadores y diferencias del propietario del equipo Fidel Kuri Grajales con la Federación Mexicana de Futbol. Desde entonces, el profe no ha vuelto a entrenar a ningún otro equipo.

## Clubes

### Como jugador
| Club / Selección | País   | Año       |
| ---------------- | ------ | --------- |
| Cruz Azul        | México | 1965-1975 |
| Tigres           | México | 1975-1980 |

### Como entrenador
| Club / Selección              | País   | Año       |
| ----------------------------- | ------ | --------- |
| Cruz Azul                     | México | 1982-1983 |
| Cruz Azul                     | México | 1992-1995 |
| Atlético Morelia              | México | 1995-1996 |
| Toros Neza                    | México | 1996-1997 |
| Toluca                        | México | 1997-2000 |
| Selección de fútbol de México | México | 2000-2001 |
| Atlas                         | México | 2002      |
| Cruz Azul                     | México | 2003-2004 |
| Toluca                        | México | 2005      |
| Pachuca                       | México | 2006-2009 |
| Cruz Azul                     | México | 2009-2012 |
| Toluca                        | México | 2012-2013 |
| Pachuca                       | México | 2013-2014 |
| Morelia                       | México | 2015-2016 |
| Puebla                        | México | 2017-2019 |
| Veracruz                      | México | 2019      |

## Palmarés

### Como jugador

#### Títulos nacionales
| Título                     | Equipo    | País   | Año     |
| -------------------------- | --------- | ------ | ------- |
| Primera División de México | Cruz Azul | México | 1971-72 |
| Primera División de México | Cruz Azul | México | 1972-73 |
| Primera División de México | Cruz Azul | México | 1973-74 |
| Campeón de Campeones       | Cruz Azul | México | 1973-74 |
| Primera División de México | Cruz Azul | México | 1978-79 |
| Primera División de México | Cruz Azul | México | 1979-80 |

#### Títulos internacionales
| Título                           | Equipo    | Sede   | Año  |
| -------------------------------- | --------- | ------ | ---- |
| Copa de Campeones de la Concacaf | Cruz Azul | México | 1971 |

### Como entrenador

#### Títulos nacionales
| Título           | Club    | País   | Año           |
| ---------------- | ------- | ------ | ------------- |
| Primera División | Toluca  | México | Verano 1998   |
| Primera División | Toluca  | México | Verano 1999   |
| Primera División | Toluca  | México | Verano 2000   |
| Primera División | Pachuca | México | Clausura 2007 |

#### Títulos internacionales
| Título                     | Club    | País   | Año  |
| -------------------------- | ------- | ------ | ---- |
| Copa Sudamericana          | Pachuca | México | 2006 |
| Copa Campeones de CONCACAF | Pachuca | México | 2007 |
| Copa Campeones de CONCACAF | Pachuca | México | 2008 |